# Premières Neiges (téléfilm)
Pour le film d'Aida Begić, voir Premières Neiges.
 (mai 2009).
Si vous disposez d'ouvrages ou d'articles de référence ou si vous connaissez des sites web de qualité traitant du thème abordé ici, merci de compléter l'article en donnant les références utiles à sa vérifiabilité et en les liant à la section « Notes et références ».
Premières neiges est un téléfilm de Noël français réalisé par Gaël Morel pour arte, en 1999.

## Synopsis
Pendant le réveillon de Noël, le couple Léa et Juliette veut dévaliser un supermarché que Juliette sait vide de surveillance en ce soir de fête. Mais, autant pour chacune d'entre elles que pour Éric, le vigile finalement présent, rien ne va se passer comme prévu. D'ailleurs, peu avant de le laisser seul, le directeur du magasin a confié un pistolet à Éric, au cas où.

## Fiche technique
- Réalisation : Gaël Morel
- Scénario : Pierre Sauvil
- Adaptation du scénario : Michel Grisolia (dont dialogues) et Gaël Morel
- Musique : Jérôme Coullet
- Genre : Comédie dramatique

## Distribution
- Élodie Bouchez : Léa
- Aure Atika : Juliette, sa compagne et complice
- Stéphane Rideau : Éric, le vigile présent dans le magasin
- Jean-Pascal Hattu : le directeur du magasin
- Jean-François Gallotte : un homme sur le parking
- Salim Kéchiouche : Kacen, vigile
- Tony Baillargeat : Garnier, vigile
- Amina Medjoubi : la mère de Kacen
- Nabil Tahar : Anès, le frère de Kacen
- Malika Amarti : une mère dans la salle d'attente des urgences
- Véra Briole : la supérieure
- Zakaria Balaoud : Mouss
- Anne Delporte : la deuxième infirmière
- Fabien Masiero : le conducteur du stop
- Popa : Patricia